# Шабельский-Борк, Пётр Николаевич
Пётр Николаевич Шабельский-Борк (5 мая 1893, станица Кисловодская — 18 августа 1952, Буэнос-Айрес) — офицер-кавалерист, правый публицист, участник покушения в марте 1922 в Берлине на лидера кадетов П. Н. Милюкова, в результате которого погиб В. Д. Набоков.
Перевёл на немецкий язык антисемитскую фальшивку «Протоколы сионских мудрецов».

## Биография

### До революции
Пётр Никифорович Попов (настоящие отчество и фамилия) родился 5 мая 1893 года в Кисловодске, по другим данным — в Таганроге. Происходил из дворян, по другим данным — из мещан. В эмиграции как литературный псевдоним взял фамилию повлиявшей на него деятельницы Союза русского народа Е. А. Шабельской-Борк, а также изменил отчество на «более благозвучное». Иногда утверждал, что был крёстным сыном Е. А. Шабельской, хотя фактически познакомился с ней только в 1916 г.
По окончании Таганрогской гимназии в 1911 году поступил на юридический факультет Харьковского университета.
В Первую мировую войну — офицер Ингушского конного полка, был ранен.
До 1917 состоял в черносотенных организациях Союз русского народа и Союз Михаила Архангела.

### После революции
После Февральской революции оставил армию. После Октябрьской революции, в ноябре 1917 г., арестован вместе с В. М. Пуришкевичем, Ф. В. Винбергом, Н. О. Графом, как член «монархической организации В. М. Пуришкевича». 3 января 1918 года Петроградским Революционным Трибуналом приговорён к принудительным общественным работам сроком на девять месяцев. 1 мая 1918 года амнистирован по случаю дня «международной пролетарской солидарности». В тюрьме познакомился с Ф. В. Винбергом, с которым впоследствии сотрудничал в эмиграции.
После освобождения уехал в Киев, а в конце 1918 года эмигрировал в Германию вместе с Винбергом с отступающими немецкими войсками после того, как Киев был взят войсками УНР. В Берлине вместе с Винбергом издавал журнал «Луч света». Состоял в тайной организации ультра-правых «Aufbau Vereinigung». Он перевёл на немецкий язык и передал немецкому издателю Людвигу Мюллеру фон Хаузену известную российскую антисемитскую фальшивку — «Протоколы сионских мудрецов».

### Покушение на П. Милюкова
28 марта 1922 года в Берлинской филармонии состоялась лекция П. Н. Милюкова. После окончания её, когда лектор направился к своему месту в президиуме, Шабельский-Борк (приговоривший Милюкова к казни за клевету в адрес императрицы), вскочив со своего места в зале, открыл стрельбу. Как он показал на следствии, он стрелял сначала из одного пистолета, а когда в нём кончились патроны, из другого. Точное количество произведенных им выстрелов неизвестно. Было ранено 9 человек, но Милюков не пострадал. Шабельский-Борк вскочил на сцену, тут его попытался задержать В. Д. Набоков. Упав вместе со стрелявшим, Набоков прижал его руку с пистолетом к полу. В этот момент второй нападавший С. В. Таборицкий трижды выстрелил В. Д. Набокову в спину и убил его. Шабельский-Борк был приговорён немецким судом к 12 годам тюрьмы, но уже 1 марта 1927 года он был освобождён по амнистии.

### Сотрудничество с нацистами
С появлением Адольфа Гитлера на политической сцене Шабельский-Борк увлекся идеями нацизма, надеясь, что будущий фюрер реставрирует монархию в Германии. После прихода нацистов к власти был занят созданием нацистских групп среди русских эмигрантов. Шабельский-Борк стал секретарем начальника Управления по делам русской эмиграции в Берлине генерала В. В. Бискупского (с которым был близко знаком и до войны какое-то время жил в одной квартире) и заместителем председателя Русского национального союза участников войны генерала А. В. Туркула. Получил от нацистов пенсию. Сохранилась довоенная переписка Шабельского-Борка с Внешнеполитическим управлением НСДАП.

### После войны
После Второй мировой войны эмигрировал в Аргентину. Сотрудничал с «Владимирским вестником» (Сан-Паулу) В. Д. Мержеевского.
Скончался 18 августа 1952 года в возрасте 59 лет от туберкулёза лёгких.

## Сочинения
- Когда придёт желанный час… (стихотворение) // Луч света. Кн. I. Берлин, 1919. С. 14.
- Большевистские эскизы // Там же. С. 19—34.
- Спящей царевне (стихотворение) // Там же. С. 42.
- Монограмма (рассказ) // Там же. С. 66—75.
- Предатель (рассказ) // Там же. С. 76—79.
- Лебединая песня (стихотворение) // Там же. Кн. II. Берлин, 1919. С. 40.
- Памяти Н. Н. Родзевича (стихотворение) // Там же. С. 101—102.
- Грядущее возрождение (стихотворение) // Там же. Кн. III. Берлин, 1920. С. 7.
- Путь Символического Змея // Там же. Кн. IV. Мюнхен, 1922. С. 395—396.
- Да воссияет Пресветлый! [стихи, посвящённые памяти последнего русского царя]. Берлин, 1929.
- Вещий инок. Берлин, 1930.
- Вещие были о Святом Царе. Берлин, 1938.
- Павловский гобелен. Сан-Паулу: издание Общества святого Владимира, 1955. (под псевдонимом Старый Кирибей)
  - Переиздание: Русская панорама, 2001. ISBN 5-93165-056-3